# أسماء اليونانيين
تمت تسمية الإغريقيين (باليونانية: Έλληνες)‏ بأسماء إثنية عديدة، ولعل أشهرها لديهم «هيللين» (بالإغريقية: Ἕλλην)‏؛ الاسم «إغريقي» (باللاتينية: Graeci)‏ استُخدم من قبل الرومانيين القدماء ودخل تدريجيًّا إلى اللغات الأوروبية عبر استخدامه في اللاتينية. المؤسس الأسطوري هيللين هو هو سلف اليونانيين الذي سُميوا على اسمه في لغتهم، ويعتبر أحفاده، الأيوليون، والدوريون، والأخيون، والإيونيون، القبائل الأربعة الرئيسية في اليونان، واللهجات الأربعة المتحدثة في اليونان والأناضول.
أول المتحدثين باللغة اليونانية كان الشعب الموكياني (أو الموكياني-الأخيي كما يصفهم بعض المؤرخين)، والذين استوطنوا اليونان في وقت ما في العصر الحجري الحديث أو العصر البرونزي. وصف الشاعر والكاتب هوميروس هذا الشعب بـ«القبيلة المهيمنة» أثناء حصار طروادة العائد إلى القرن الثاني عشر أو الحادي عشر قبل الميلاد، مستخدمًا الاسم «هيللينس» لوصف قبيلة صغيرة نسبيًّا في ثيساليا. ظهر الدوريون، وهم شعب آخر نطق بالإغريقية، حول هذا الوقت تقريبًا. بناءً على التقاليد اليونانية، تمت إعادة تسمية الإغريقيين (باليونانية: Γραικοί)‏ إلى الهيلينيين بسبب تأسيس اتحاد العصبة العظيمة بعد حصار طروادة.

## أسماء اليونان عبر اللغات
يعود أصل اسم اليونان في أغلب اللغات الأوروبية، بالإضافة إلى اللغات التي اقترضت التسيمة من إحدى تلك اللغات، إلى "Graecia (نقحرة: گْرَايْكِيَا) و"Graecus" (نقحرة: گْرَايْكُس) اللاتينيتين، وهو المسمى الذي استعمله الرومان لوصف اليونانيين، ويعود هو أيضًا إلى "Γραικός" (نقحرة: گْرَايْكُس) الإغريقية:
- بالأفريقانية: Griekeland (نقحرة: خْرِكِلَنْت)
- بالألبانية: Greqia
- بالأرومونية: Gãrtsia
- بالبيلاروسية: Грэцыя (نقحرة: غْرِتْسِيَا)
- بالبلغارية: Гърция (نقحرة: گْرْتْسِيَا)
- بالبوسنية: Grčka
- (بالكتالونية: Grècia)‏
- (بالشيشانية: Греци)‏
- (بالتشيكية: Řecko)‏
- (بالويلزية: Groeg)‏
- (بالدنماركية: Grækenland)‏
- (بالهولندية: Griekenland)‏
- (بالألمانية: Griechenland)‏
- (باليونانية: Γραικία)‏ (استعمال نادر أو قديم)
- (بالإنجليزية: Greece)‏
- (بالإسبانية: Grecia)‏
- (بالإستونية: Kreeka)‏
- (بالبشكنشية: Grezia)‏
- (بالفنلندية: Kreikka)‏
- (بالفرنسية: Grèce)‏
- (بالأيرلندية: An Ghréig)
- (بالكرواتية: Grčka)‏
- (بالمجرية: Görögország)‏
- (بالآيسلندية: Grikkland)‏
- (بالإيطالية: Grecia)‏
- (باليابانية: ギリシャ)
- (بالخميرية: ក្រិច)‏
- (هانغل: 그리스)
- (بالكورنية: Pow Grek)‏
- (بالليتوانية: Graikija)‏
- (باللاتفية: Grieķija)‏
- (بالمقدونية: Грција)‏
- (بالمالطية: Greċja)‏
- (بالبولندية: Grecja)‏
- (بالبرتغالية: Grécia‏)
- (بالرومانية: Grecia)‏
- (بالروسية: Греция )‏
- (بالصربوكرواتية: Grčka / Грчка)‏
- (بالسنهالية: ග්රීසිය)‏
- (بالسلوفاكية: Grécko)‏
- (بالسلوفينية: Grčija)‏
- (بالصومالية: Giriiga)‏
- (بالصربية: Грчка / Grčka)‏
- (بالسويدية: Grekland)‏
- (بالتايلندية: กรีซ)‏
- (بالأوكرانية: Греція)‏

وفي لغات الشرق الأوسط، وجنوب آسيا، وآسيا الوسطى، جذر مسمى اليونان يأتي عادةً من الجذر «ي ون» أو «ي ي ن». ويعود ذلك إلى الاسم اليوناني «إيونية»، وهي منطقة كانت يونانيةً سابقًا:
- بالعربية: الْيُونَان
- (بالأرمنية: Հունաստան)‏ (هُنَسْتَان)
- (بالأذرية: Yunanıstan)‏
- (بالهندية: यूनान)‏ (يُونَان)
- (بالعبرية: יוון‏) (يَڤَن)
- (بالإندونيسية: Yunani)‏
- (بالملايوية: Yunani)‏
- (بالكردية: Yewnanistan)‏
- (بالنيبالية: यूनान)‏ (يُونَان)
- (بالأردوية: یونانی)‏ (يُونَان)
- (بالفارسية: یونان) (يُونَان)
  - (بالفارسية القديمة: 𐎹𐎢𐎴)‏ (يَاوْنَا)
- بالسنسكريتية: यवन (يَڤَنَا)
- بالطاجيكية: Юнон (يُنُن)
- (بالتركية: Yunanistan)‏ (يُونَانِسْتَان)

الشكل الثالث هو «هيللس»، والذي يقل استعماله في اللغات حول العالم ما عدا اليونانية نفسها:
- باليونانية: Ελλάς (نقحرة: إِلَس)
- باليونانية القديمة: Ἑλλάς (نقحرة: هِلَّس)
- بالنرويجية: Hellas
- بالفيتنامية: Hy Lạp
- بالإيطالية: Ellade (استخدامها نادر)
- (بالصينية: 希臘/希腊)
- بالإسبانية: Hélade (استخدامها نادر)

وهنالك بعض مسميات ذات أصول شاذة:
- بالبهلوية: 𐭧𐭫𐭥𐭬𐭠𐭣𐭩𐭪𐭩 (هْرُومَايِيگ)
- باللازية: Xorumona (ხორუმონა)
- بالجورجية: საბერძნეთი (نقحرة: سَابِردْزْنِتِي)